# Michael Marsh

[[Categoria:Vincitori di medaglia d'oro olimpica per {{safesubst:AggNaz/USA
Campionati del mondo di Atletica leggera  
Oro 1 = 1|art }}{{safesubst:AggNaz/USA
Campionati del mondo di Atletica leggera  
Oro 1 = 1|st }}]]
[[Categoria:Vincitori di medaglia d'argento olimpica per {{safesubst:AggNaz/USA
Campionati del mondo di Atletica leggera  
Oro 1 = 1|art }}{{safesubst:AggNaz/USA
Campionati del mondo di Atletica leggera  
Oro 1 = 1|st }}]]
Michael Lawrence Marsh, detto Mike (Los Angeles, 4 agosto 1967), è un ex velocista statunitense, campione olimpico dei 200 metri piani ai Giochi di Barcellona 1992.

## Biografia
Il primo evento internazionale a cui prende parte Michael Marsh sono i Mondiali del 1991 a Tokyo, dove fa parte della staffetta 4×100 m statunitense impegnata nelle batterie. La finale, a cui non prende parte, sarà poi vinta proprio dagli USA.
L'anno successivo, a Walnut (California) stabilisce il suo primato personale sui 100 m piani correndo in 9"93. Qualche settimana dopo, ai trials di qualificazione per i Giochi olimpici di Barcellona, conclude la prova dei 100 m al quarto posto, posizione non sufficiente per qualificarsi alle Olimpiadi nella prova individuale. Nei 200 m invece si classifica secondo dietro a Michael Johnson guadagnando così la partecipazione olimpica in questa specialità.
A Barcellona, durante le semifinali dei 200 m, Marsh corre in 19"73, ad un solo centesimo dall'allora record mondiale di Pietro Mennea, ma rallentando vistosamente negli ultimi dieci metri, evidentemente inconsapevole della straordinaria performance che stava compiendo. Nella finale conquista l'oro davanti a Frank Fredericks, terminando però la gara con il tempo ben più modesto di 20"01. Un altro oro arriva con la staffetta 4×100 m insieme ai connazionali Leroy Burrell, Dennis Mitchell e Carl Lewis, con il tempo di 37"40 che rappresenta il nuovo primato mondiale della specialità.
Dopo due edizioni dei campionati mondiali concluse con piazzamenti a ridosso del podio (quarto nei 200 m a Stoccarda 1993 e quinto nei 100 m a Göteborg 1995), partecipa ai Giochi olimpici di Atlanta 1996 per cercare di difendere il titolo olimpico dei 200 m piani. Nei 100 m conclude al quinto posto, mentre nell'attesa gara dei 200 m è solo ottavo, in una gara vinta dal connazionale Michael Johnson che stabilisce anche il nuovo record mondiale con 19"32. Una medaglia arriva comunque dalla staffetta 4×100 m dove la squadra statunitense (composta dallo stesso Marsh, Jon Drummond, Tim Harden e Dennis Mitchell) conclude al secondo posto, dietro ai canadesi.
Marsh si ritira dall'attività agonistica alla fine della stagione 1997, durante la quale ottiene un ottavo posto sui 100 m ai Mondiali di Atene.

## Record nazionali

### Seniores
- Staffetta 4×200 metri: 1'18"68 ( Walnut, 17 aprile 1994) (Michael Marsh, Leroy Burrell, Floyd Heard, Carl Lewis)

## Palmarès
| Anno | Manifestazione  | Sede       | Evento      | Risultato | Prestazione | Note            |
| ---- | --------------- | ---------- | ----------- | --------- | ----------- | --------------- |
| 1992 | Giochi olimpici | Barcellona | 200 m piani | Oro       | 20"01       |                 |
| 1992 | Giochi olimpici | Barcellona | 4×100 m     | Oro       | 37"40       | Record mondiale |
| 1993 | Mondiali        | Stoccarda  | 200 m piani | 4º        | 20"18       |                 |
| 1995 | Mondiali        | Göteborg   | 100 m piani | 5º        | 10"10       |                 |
| 1995 | Mondiali        | Göteborg   | 4×100 m     | Batteria  | dnf         |                 |
| 1996 | Giochi olimpici | Atlanta    | 100 m piani | 5º        | 10"00       |                 |
| 1996 | Giochi olimpici | Atlanta    | 200 m piani | 8º        | 20"48       |                 |
| 1996 | Giochi olimpici | Atlanta    | 4×100 m     | Argento   | 38"05       |                 |
| 1997 | Mondiali        | Atene      | 100 m piani | 8º        | 10"29       |                 |

## Altre competizioni internazionali
1995
- 8º alla Grand Prix Final ( Monaco), 100 m piani - 10"38